# جزر السلام

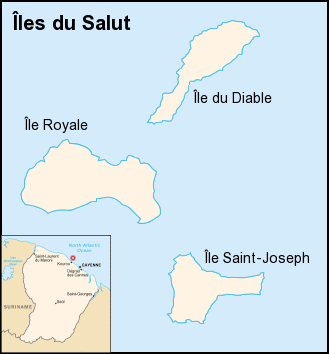
خريطة لجزر السلام تبين موقعها

جزر السلام (بالإنجليزية: Salvation Islands)‏ هي مجموعة من الجزر الصغيرة البركانية المنشأ، حوالي 11 كيلومترا قبالة ساحل غويانا الفرنسية في المحيط الأطلسي (14 كم شمال كوروا). على الرغم من قربها من كوروا إلا أن الجزر جزء من بلدية كايين بالتحديد كانتون كايين الأول الشمالي-الغربي.
هناك ثلاث جزر من الشمال إاى الجنوب:
| الجزيرة           | المساحة (هكتار) | الارتفاع (م) |
| ----------------- | --------------- | ------------ |
| جزيرة الشيطان     | 14              | 40           |
| الجزيرة الملكية   | 28              | 66           |
| جزيرة القديس يوسف | 20              | 30           |
| المجموع           | 62              |              |